# فنسنت المحب (فلم)
فنسنت المحب أو لافينغ فنسنت (بالإنجليزية: Loving Vincent) هو فيلم سيرة درامي بريطاني/ بولندي مشترك من إخراج دوروتا کوبیلا وهیو ولتشمن. أُصدر في عام 2017، وهو أول فيلم في العالم يتكون كاملًا من الرسوم الزيتيّة. ويعرض أعمال الفنان الهولندي فنسنت فان كوخ وحياته وموته المثيران للجدل.
شارك في العمل حوالي 125 رسّامًا من دول مختلفة حول العالم ساهموا بحوالي 65,000 لوحة زيتيّة رُسِمت على الخيش. كما تم تدريبهم على تقنيات الرسم التي كان يستخدمها فان كوخ منذ أكثر من مئة سنة، حيث عمل الفريق لخمس سنوات على رسم كل لقطة في الفيلم الذي تتجاوز مدّته 95 دقيقة، حيث تحتاج كل ثانية واحدة منه إلى 12 لقطة رُسِمت باليد لكي يتكوّن فيلمٌ متحركٌ. كما إن رسم لوحة واحدة قد استغرق من كل فنّان وقتًا يتراوح من ساعتين إلى يومين كاملين، مما يعني أن كل رسّام قد قضى شهرًا لإنتاج ثانية واحدة من الفيلم.
يُعد هذا الفيلم أحد الأفلام الكثيرة التي تناولت حياة فان كوخ، والتي أثارت اهتمام عشرات المخرجين والكتّاب الذين صنعوا عشرات الأفلام الروائيّة والوثائقيّة حوله، والتي حوّلته لأحد رموز الثقافة المعاصرة.

## قصة الفيلم
تبدأ قصة الفيلم بعد عام من موت فان كوخ في صيف 1891، بطلها هو أرماند رولين وهو ابن جوزيف رولين ساعي البريد الذي كان صديقًا لفان كوخ والذي رسمه في لوحاته. بعد موت فان كوخ اكتشف ساعي البريد أنه أغفل رسالة كان عليه أن يرسلها لثيو فأرسلها بالبريد لكنها عادت إليه، فأرسل ابنه أرماند لباريس للبحث عن ثيو وتسليمه الرسالة، لكنه وجد أن ثيو أيضًا قد مات. فعاد أرماند وهو عاقد العزم على محاولة فهم لغز موت فان كوخ الغامض، من خلال لقاءاته مع 20 شخصيّة من الشخصيّات القريبة من فان كوخ، والتي تناولها بالرسم في لوحاته.

## وصلات خارجية
- الموقع الرسمي
- مقالات تستعمل روابط فنية بلا صلة مع ويكي بيانات
- رسامو لافينغ فينسينت

لا توجد روابط لمواقع التواصل الاجتماعي.